# Henryk Hoser

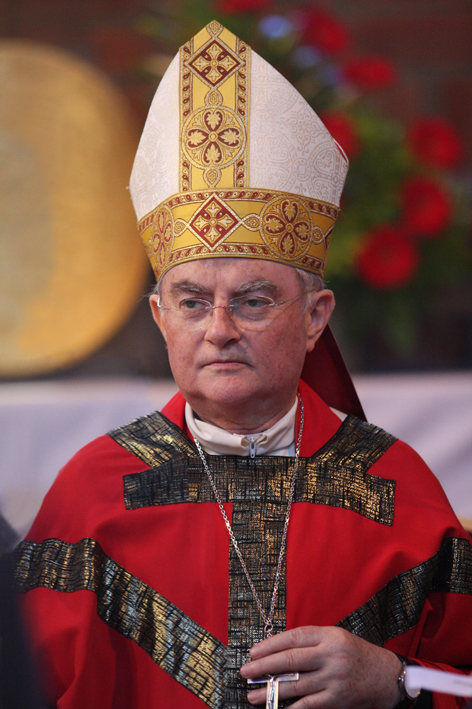
Erzbischof Henryk Hoser

Wappen von Henryk Hoser

Henryk Franciszek Hoser SAC (* 27. November 1942 in Warschau, Polen, damals Generalgouvernement; † 10. August 2021 ebendort) war ein polnischer römisch-katholischer Ordensgeistlicher und Mediziner. Er war Bischof von Warschau-Praga und Kurienerzbischof sowie Präsident der Päpstlichen Missionswerke. Er rief in Polen Kontroversen hervor, weil er offen für die politischen Positionen der nationalkonservativen Partei PiS warb.

## Leben
Hoser war knapp zwei Jahre alt, als sein Großvater und sein Vater, der Soldat der Untergrundarmee AK war, während des Warschauer Aufstandes im August 1944 von den deutschen Besatzern erschossen wurden. Er besuchte die Grundschule in Pruszków und die weiterführende Schule in Warschau. Danach studierte er an der Medizinischen Akademie in Warschau, wo er 1966 sein Diplom im Fach Medizin erwarb und danach als Assistent an der Hochschule tätig war. 1969 trat er in die Gesellschaft des Katholischen Apostolats (SAC) des heiligen Vinzenz Pallotti ein, wo er am 8. September 1970 die zeitlichen Gelübde ablegte. Von 1970 bis 1974 studierte er Philosophie und Katholische Theologie am Priesterseminar der Pallottiner in Ołtarzew (Polen).
Am 16. Juni 1974 spendete ihm der Warschauer Weihbischof Władysław Miziołek die Priesterweihe. Von 1974 bis 1975 studierte er zur Vorbereitung auf seine Tätigkeit als Missionar in Ruanda Französisch und Tropenmedizin in Paris. Von 1975 bis 1995 war er Missionar in Ruanda, wo er verschiedene Ämter innehatte: Pfarrvikar, Gemeindepfarrer, Beauftragter für die Animation des Familienapostolats, Beauftragter für die apostolische Fortbildung der Laien; Beauftragter für die Förderung des Presseapostolats.
1978 gründete er in Kigali ein Zentrum für Gesundheits- und Sozialdienst, das er selbst 17 Jahre lang leitete, und ein Zentrum der Familienpastoral (Action Familiale). Einige Jahre lang war er als Sekretär der bischöflichen Kommission für Gesundheit und der bischöflichen Kommission für die Familie tätig. Außerdem war er Vorsitzender des Verbandes der Assoziierten Ärztezentren in Kigali (BUFMAR), Leiter eines AIDS-Observatoriums und Leiter eines Programms zur psychisch-medizinischen und sozialen Betreuung von AIDS-Kranken.
Während seiner Zeit als Missionar in Ruanda war er auch 10 Jahre lang Regionaloberer der Gesellschaft des Katholischen Apostolates (Pallottiner) und Vorsitzender der Konferenz der Ordensoberen und der Oberen der Gesellschaften des Apostolischen Lebens (COSUMA) in Ruanda. Im Jahr 1994 nahm er als Experte für Familienfragen und Entwicklung an der Afrikasynode teil. Ebenfalls 1994 wurde für die Zeit der Abwesenheit des Apostolischen Nuntius in Ruanda zum Apostolischen Visitator in diesem Land ernannt. In diesem Amt war er bis zur Ernennung eines neuen Vatikanvertreters zwei Jahre lang tätig. Von 1996 bis 2003 war er Regionaloberer der Pallottiner und Mitglied des Missionsrates der Konferenz der Ordensoberen in Frankreich. Während dieser Jahre besuchte er im Auftrag der Kongregation für die Evangelisierung der Völker Priesterseminare in verschiedenen Missionsländern. Er war Mitgründer der 2001 gegründeten „Federation Africaine de l’Action Familiale“. Ab 2004 leitete er als Rektor die Missionsprokur der Pallottiner in Brüssel (Belgien), wo er auch als Seelsorger bei der Europäischen Gemeinschaft tätig war.
Hoser wurde am 22. Januar 2005 von Papst Johannes Paul II. zum Titularerzbischof von Tepelta und zum beigeordneten Sekretär der Kongregation für die Evangelisierung der Völker sowie zum Präsidenten der Päpstlichen Missionswerke ernannt. Die Bischofsweihe spendete ihm Crescenzio Kardinal Sepe am 19. März desselben Jahres. Mitkonsekratoren waren der persönliche Sekretär des Papstes, Erzbischof Stanisław Dziwisz, und der Erzbischof von Kigali, Thaddée Ntihinyurwa.
Am 24. Mai 2008 ernannte ihn Papst Benedikt XVI. unter Beibehaltung des persönlichen Titels eines Erzbischofs zum Bischof von Warschau-Praga. Die Inthronisation erfolgte am 28. Juni 2008. Am 4. Juli 2009 berief ihn Papst Benedikt XVI. zum Konsultor der Kongregation für die Evangelisierung der Völker.
Henryk Hoser wurde am 23. September 2009 durch Papst Benedikt XVI. zum Mitglied der Zweiten Sonderversammlung der Bischofssynode für Afrika (4. bis 25. Oktober 2009) ernannt. 2011 erhielt er die Ehrenbürgerwürde der Stadt Warschau.
2013 wurde er in Presseberichten beschuldigt, einen Priester seiner Diözese, der wegen pädophiler Straftaten vor Gericht stand, nicht aus der Seelsorge für Kinder entfernt zu haben.
Am 11. Februar 2017 ernannte Papst Franziskus Hoser zu seinem Sondergesandten für Međugorje. Er sollte Erkenntnisse über die Situation vor Ort und die Bedürfnisse der Pilger sammeln sowie Vorschläge für pastorale Initiativen unterbreiten. Hosers Auftrag, den er neben der Leitung seiner Diözese wahrnahm, sollte bis zum Sommer 2017 abgeschlossen sein. Ausdrücklich betont wurde der ausschließlich seelsorgliche Charakter dieser Mission.
Am 8. Dezember 2017 nahm Papst Franziskus seinen altersbedingten Rücktritt an.
Er starb am 10. August 2021 in seiner Heimatstadt, nachdem er sich im Frühjahr mit COVID-19 angesteckt hatte. Er wurde in der Krypta der Kathedrale St. Michael und St. Florian in Warschau-Praga beigesetzt.

## Politische Positionen
Henryk Hoser war ein erklärter Gegner von Abtreibung, der Pille danach und künstlicher Befruchtung. So wird er zum Thema Abtreibung zitiert mit „Die Kinder werden dort getötet, wo ihr sicherster Platz sein soll – unter dem Herz der Mutter“. 2010 erregte er landesweit Aufsehen, weil er den Sejm-Abgeordneten, die einem Gesetzesentwurf des Kabinetts Tusk über die Übernahme von Kosten einer In-vitro-Befruchtung durch das staatliche Gesundheitssystem zustimmen wollten, mit Exkommunikation drohte.
Im Jahr 2016 verbreitete er im Rahmen der politischen Diskussion in Polen zur Verschärfung des Abtreibungsverbots beim staatlichen TV-Sender TVP Info die Behauptung, dass Vergewaltigungsopfer eine geringere Wahrscheinlichkeit einer Schwangerschaft haben. Homosexualität bezeichnete er als Krankheit und warnte vor der angeblichen „LGBT-Seuche“.
Hoser wurde dem nationalkonservativen Flügel des polnischen Episkopats zugerechnet und verhehlte nicht seine Sympathien für die Partei PiS.